# A szégyentelen
A szégyentelen (eredeti cím: Shame) 2011-ben bemutatott amerikai filmdráma Steve McQueen rendezésében. A főbb szerepekben Michael Fassbender és Carey Mulligan látható.
Az Amerikai Egyesült Államokban 2011. október 7-én mutatták be. Magyarországon 2012. február 23-án került mozikba. Összességében pozitív kritikákat kapott és 6,5 millió dolláros költségvetés mellett 20,4 millió dollár bevételt termelt.

## Cselekmény
A nimfomán Brandon élete a szex körül forog, képtelen kordában tartani vágyait és folyamatosan keresi az újabb alkalmi szexuális partnereket. 
Ám váratlanul beállít hozzá a húga, Sissy és bejelenti, nála marad egy darabig. Bátyja érzi, ezzel meg fog változni az élete, ami egyáltalán nincs az ínyére. Most már nem hívhat fel bárkit a saját házába, mert valamilyen szinten alkalmazkodnia kell Sissyhez, aki kezdi felfedezni Brandon énjének sötét oldalát. 
Brandon minél hamarabb megszabadulna a húgától, de ő azzal fenyegetőzik, hogyha a férfi elzavarja őt, akkor soha többé nem fognak találkozni. Brandon elmegy szórakozni, de mire hazatér, Sissy felvágta az ereit. Kétségbeesetten próbál segíteni húgán, de Sissy eszméletlen, végül az orvosok mentik meg az életét. Brandon mégis boldogtalan, mert szexmániája nemsokára újra régi életmódjára kényszeríti.

## Szereplők
| Szerep    | Színész            | Magyar hang     |
| --------- | ------------------ | --------------- |
| Brandon   | Michael Fassbender | Anger Zsolt     |
| Sissy     | Carey Mulligan     | Solecki Janka   |
| David     | James Badge Dale   | Stohl András    |
| Marianne  | Nicole Beharie     | Makay Andrea    |
| Elizabeth | Elizabeth Masucci  | Tamási Nikolett |